# Терёхин, Артём Владимирович
Артём Владимирович Терёхин (род. 6 января 1984, Астана, Казахстан) — российский театральный режиссёр, драматург, композитор и поэт. С сентября 2024 года — главный режиссёр Алтайского краевого театра драмы им. В. М. Шукшина (Барнаул). Работает в крупных городах России, включая Москву, Новосибирск, Красноярск, Калининградский регион и др.

## Биография
Родился 6 января 1984 года в Астане (Казахстан). Выпускник Казахского университета искусств (мастерская Юрия Коненкина).

## Карьера
- 2012–2014 — художественный руководитель Мотыгинского районного драматического театра (пос. Мотыгино, Красноярский край).[4]
- 2014–2016 — главный режиссёр Лысьвенского театра драмы им. А. А. Савина (Пермский край).[5]
- 2017-2019 — главный режиссёр Калининградского ТЮЗа «Молодёжный» («Тильзит-театр»).[5]
- 2019–2022 — художественный руководитель Ачинского драматического театра (Красноярский край).[5]
- с сент. 2024 — главный режиссёр Алтайского краевого театра драмы им. В. М. Шукшина (Барнаул).[2]

## Постановки (выборочно)
Москва
- «Коралловый остров» — Театр Наций, премьера 9–11 февраля 2023; реж. (совместно с драматургом С. Баженовой).[6]
- «Любовное настроение»— Театр Наций, премьеры 5 и 7 декабря 2024.[7][8]
- «Предчувствие дома. Сцены» — театр «Сатирикон», 2023 — жанр «класс-концерт», соавтор музыки. Премьера: 23 октября 2023.[9][10]

Новосибирск
- «Звёздный час по местному времени»— МАМТ «Глобус», премьера 22–23 сентября 2022, реж. А. Терёхин.[11]
- «Мальчики» — МАМТ «Глобус», с 2021 в репертуаре.[12]

Красноярский край / Ачинск
- «Углерод» — Ачинский драмтеатр, вы также выступили как драматург. (2022).[13]
- «Путаница» — Ачинский драмтеатр (интервью к премьере).[14]

Барнаул (Алтайский театр драмы)
- «Авиатор»(Е. Водолазкин) — премьера 24 марта 2023, инсцен. и реж. Терёхин.[15]
- «Саша, привет!» (Д. Данилов) — премьера 22 марта 2024.[16]
- «Морозко» — премьера 18 декабря 2024, инсценировка Терёхина.[17]
- «Идиот» (Ф. М. Достоевский) — премьера апрель 2025, Лиза Арзамасова — князь Мышкин.[18]

## Признание и награды
- Лауреат **«Театральная весна-2013»** за «Осеннюю скуку» (Мотыгино).[19]
- Приз «Лучшая режиссура» на **«Театральная весна-2014»** за «В поисках радости» (Ачинск).[20]